# Bill Hewlett
William Reddington Hewlett (Ann Arbor, 20 de maio de 1913 — Palo Alto, 12 de janeiro de 2001) foi um engenheiro estadunidense.
Fundou, juntamente com David Packard, a Hewlett-Packard Company (HP) . Desde os três anos de idade morou em São Francisco. Estudou na Universidade de Stanford. Formou-se em 1934 e graduou-se em engenharia elétrica em 1939. Na universidade fez parte da Fraternidade Kappa Sigma.
Em 1 de janeiro de 1939 fundaram a companhia que ficaria notabilizada no mundo inteiro. Casou-se com Flora Lamson e teve os seguintes filhos: Eleanor, Walter, James, William e Mary.
Foi presidente da HP de 1964 a 1977. Em 1966, ele e sua mulher fundaram a William & Flora Hewlett Foundation. Flora Hewlett faleceu em 1977. Em 1978, Hewlett casou-se com Rosemary Bradford.
Morreu de insuficiência cardíaca em Portola Valley, Califórnia, em 12 de janeiro de 2001, e foi enterrado no Los Gatos Memorial Park, São José, Califórnia.